# 설택
설택(薛澤, ? ~ ?)은 중국 전한의 관료다. 승상을 역임했으며, 작위는 평극후(平棘侯), 시호는 절(節)이다.

## 생애
전한 고제의 개국공신 15위인 설구의 손자로, 문제 후3년(기원전 161년) 설구의 아들인 광평정후 설산의 작위를 계승했다. 경제 중2년(기원전 148년) 혹 중3년(기원전 147년), 죄를 지어 봉국을 몰수당했다. 경제 중5년(기원전 145년)에 평극(平棘)에 봉해져 다시 열후의 반열에 들었다. 원광 4년(기원전 131년) 승상 전분이 죽으면서 후임 승상이 됐다. 원삭 4년(기원전 125년) 아들 설양이 평극후를 계승했고, 원삭 5년(기원전 124년) 승상에서 면직됐다. 평극절후 33년(평극후국이 즉위년칭원법을 썼다면 기원전 113년, 곧 원정 4년)에 죽었다.